# Cecilia López
Cecilia López (Misiones, Argentina, 10 de julio de 1996) es una jugadora de futsal y una de las 15 primeras jugadoras de fútbol profesionales de argentina. Actualmente compite en los torneos de Futsal Femenino y Fútbol Femenino de la AFA para el Club Atlético San Lorenzo de Almagro. También es jugadora de la Selección Argentina de Futsal Femenino.

## Palmarés

### Títulos nacionales de Futsal AFA
| Título               | Club        | País      | Año  |
| -------------------- | ----------- | --------- | ---- |
| Torneo 2016          | San Lorenzo | Argentina | 2016 |
| Torneo Clausura 2017 | San Lorenzo | Argentina | 2017 |
| Torneo Anual 2017    | San Lorenzo | Argentina | 2017 |
| Copa Argentina 2018  | San Lorenzo | Argentina | 2018 |
| Supercopa 2019       | San Lorenzo | Argentina | 2019 |
| Supercopa 2021       | San Lorenzo | Argentina | 2021 |
| Torneo Único 2021    | San Lorenzo | Argentina | 2021 |
| Copa de Oro 2022     | San Lorenzo | Argentina | 2022 |
| Torneo 2022          | San Lorenzo | Argentina | 2022 |

### Podios Internacionales de Futsal
| Título                 | Club        | País      | Año  |
| ---------------------- | ----------- | --------- | ---- |
| Copa Libertadores 2015 | San Lorenzo | Chile     | 2015 |
| Copa Libertadores 2016 | San Lorenzo | Chile     | 2016 |
| Copa Libertadores 2018 | San Lorenzo | Paraguay  | 2018 |
| Copa Libertadores 2022 | San Lorenzo | Bolivia   | 2022 |
| Copa Libertadores 2023 | San Lorenzo | Paraguay  | 2023 |
| Copa América 2023      | Argentina   | Argentina | 2023 |

### Títulos nacionales de Fútbol AFA
| Título             | Club        | País      | Año      |
| ------------------ | ----------- | --------- | -------- |
| Torneo 2015        | San Lorenzo | Argentina | 2015     |
| Primera División A | San Lorenzo | Argentina | Ap. 2021 |